# BLUE (the Indigoの曲)
『BLUE』（ブルー）は、the Indigoの1枚目のシングル。2000年5月24日発売。

## 収録曲
1. BLUE
「横浜・八景島シーパラダイス」テレビコマーシャルイメージソング
2. あいしてよ
3. BLUE (DUO)
4. BLUE (STUDIO LIVE)
5. あいしてよ (STUDIO LIVE)